# Armuña
Armuña è un comune spagnolo di 257 abitanti situato nella comunità autonoma di Castiglia e León.